# Pfarrkirche Maisbirbaum

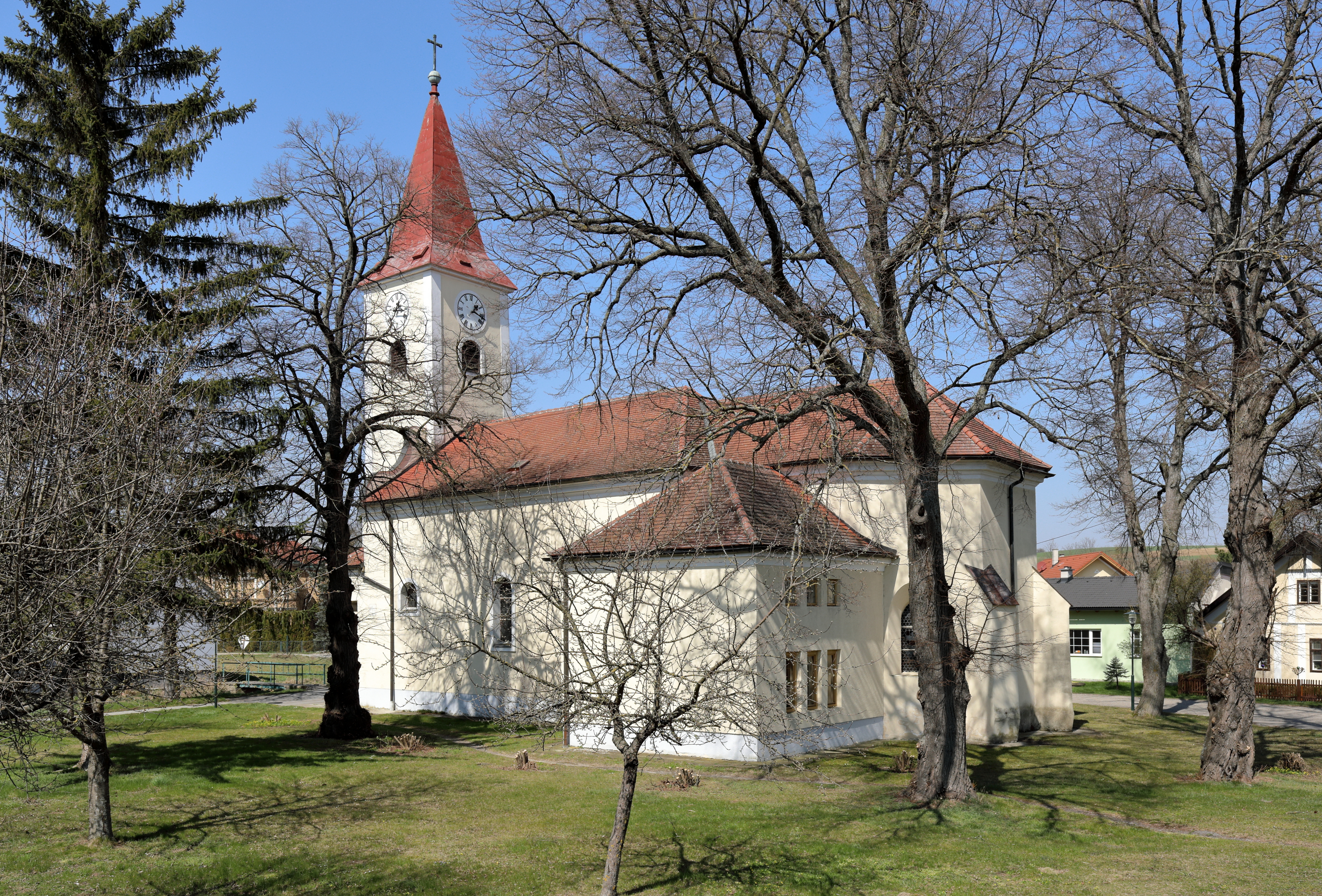
Katholische Pfarrkirche hl. Barbara in Maisbirbaum

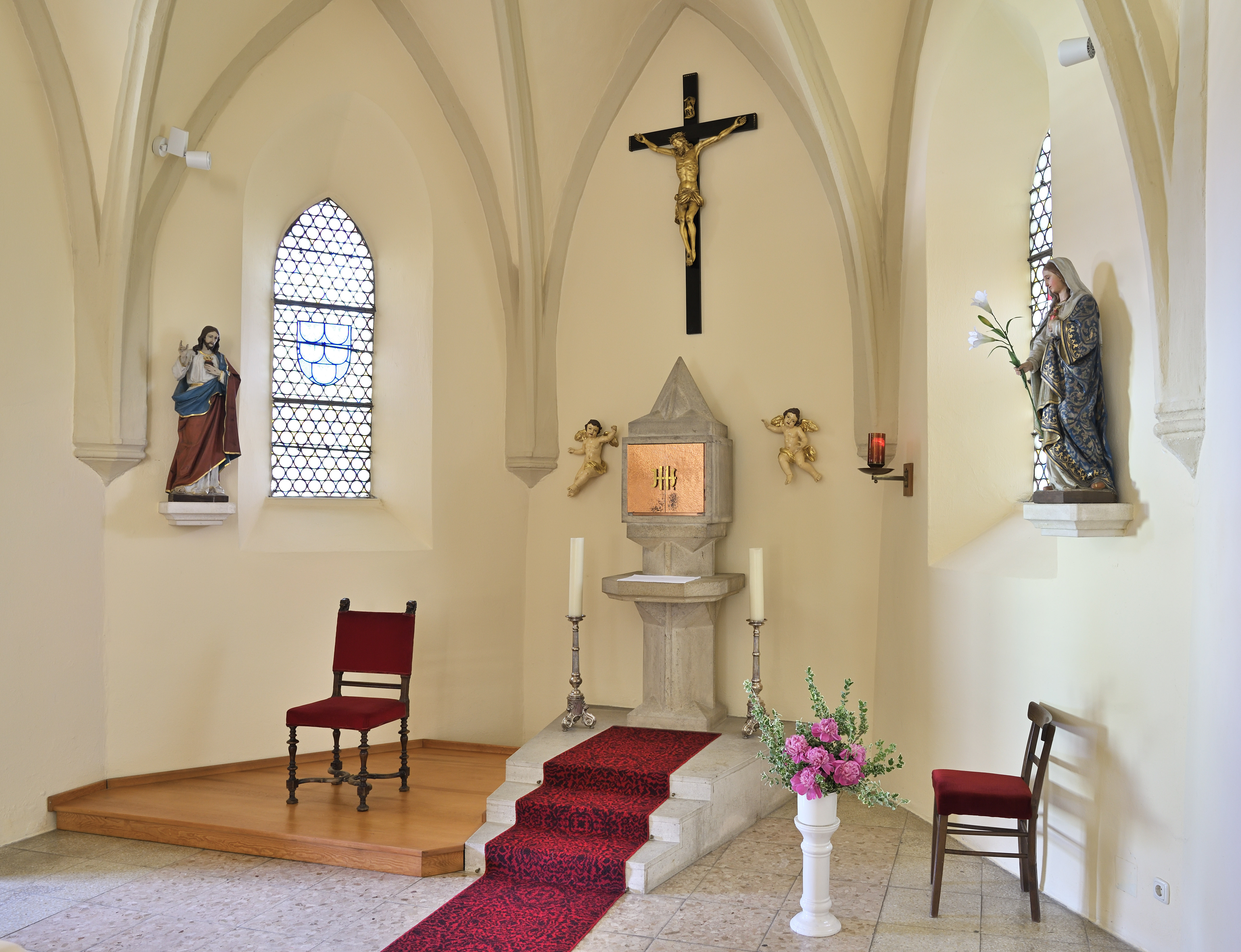
Chor, Blick zum Tabernakel im Chorschluss

Die römisch-katholische Pfarrkirche Maisbirbaum steht auf dem Anger der Ortschaft Maisbirbaum in der Marktgemeinde Ernstbrunn in Bezirk Korneuburg in Niederösterreich. Die dem Patrozinium der heiligen Barbara von Nikomedien unterstellte Pfarrkirche gehört zum Dekanat Stockerau in der Erzdiözese Wien. Die Kirche steht unter Denkmalschutz (Listeneintrag).

## Geschichte
Eine Pfarre bestand vor 1351. Die Kirche hatte 1356 und 1373 das Patrozinium Unsere Liebe Frau.

## Architektur
Die im Kern gotische barockisierte Saalkirche hat einen gotischen Chor und einen barocken Westturm.
Das Kirchenäußere zeigt einen Westturm mit rundbogigen Schallfenstern und einem Pyramidenhelm. Das schlichte Langhaus hat eine geschwungene Giebelmauer und Rundbogenfenster aus der zweiten Hälfte des 17. Jahrhunderts. Der gotische Chor hat Strebepfeiler und Spitzbogenfenster. Der südliche Sakristeianbau entstand um 1960.
Das Kircheninnere zeigt einen dreijochigen Saalraum durch den barocken Umbau in der zweiten Hälfte des 17. Jahrhunderts mit einer Stichkappentonne mit vierpassförmigen Stuckrahmen und Doppelgurten aus seichten breiten Wandpfeilern mit Doppelpilastervorlagen. Die Orgelempore hat eine barockisierende Brüstung um 1900. Der eingezogene Triumphbogen ist barock verändert. Der einjochige Chor mit einem Fünfachtelschluss hat ein Kreuzrippengewölbe auf Konsolen mit Rosettenschlusssteinen mit applizierten Reliefscheiben Sterne, Köpfe, Rosetten aus dem 15. Jahrhundert.

## Einrichtung

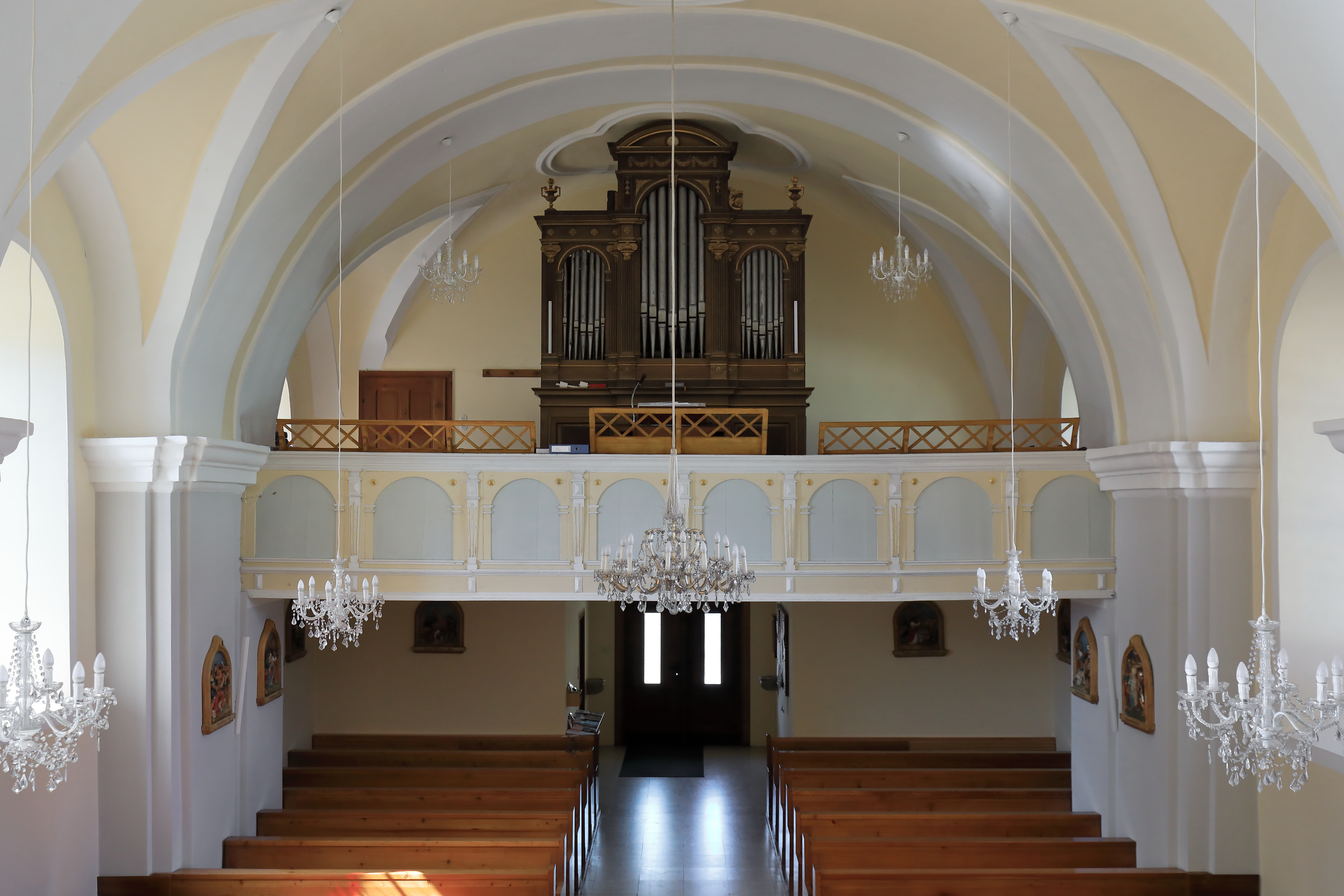
Blick zur Orgelempore

Es gibt die Statuen der Heiligen Barbara und Maria mit Kind von den ehemaligen neugotischen Altären.
Der polygonale Rotmarmor-Taufstein entstand um 1500.
Die Orgel bauten die Gebrüder Rieger 1892. Eine Glocke nennt Stefan Gugg 1854.